# جيوفاني باتيستا أميتشي
جيوفاني باتيستا أميتشي (بالإيطالية: Giovanni Battista Amici)‏ (و. 1786 – 1863 م) هو عالم فلك، وأحيائي، ورياضياتي، وفيزيائي، وأستاذ جامعي من دوقية مودينا وريدجو . ولد في مودينا.
وكان عضواً في الأكاديمية البروسية للعلوم .
توفي في فلورنسا ، عن عمر يناهز 77 عاماً.

## روابط خارجية
- جيوفاني باتيستا أميتشي على موقع الموسوعة البريطانية (الإنجليزية)
- جيوفاني باتيستا أميتشي على موقع إن إن دي بي (الإنجليزية)